# Les Préaux
Pour les articles homonymes, voir Préaux.
Les Préaux sont une commune française située dans le département de l'Eure, en région Normandie.

## Géographie

### Localisation
Les Préaux sont une commune du Nord-Ouest du département de l'Eure. Elle se situe au nord de la région naturelle du Lieuvin, à quelques kilomètres de la vallée de la Risle laquelle marque la limite avec le Roumois. La commune est à 4 km au sud de Pont-Audemer, à 20,5 km au sud-est de Honfleur, à 46 km à l'ouest de Rouen et à 59,5 km au nord-ouest d'Évreux.
| Saint-Germain-Village | Saint-Germain-Village    |                            |
| Triqueville           | Préaux                   | Tourville-sur-Pont-Audemer |
|                       | Saint-Symphorien, Selles | Selles                     |

### Hydrographie
La commune est située dans le bassin Seine-Normandie. Elle est arrosée par le ruisseau de Tourville (appelé aussi ruisseau de la Fontaine Barbotte) qui prend sa source à Selles et s'écoule vers Tourville-sur-Pont-Audemer. Par ailleurs, le ruisseau des Moines, affluent du ruisseau de Tourville, prend sa source sur le territoire de la commune des Préaux,.

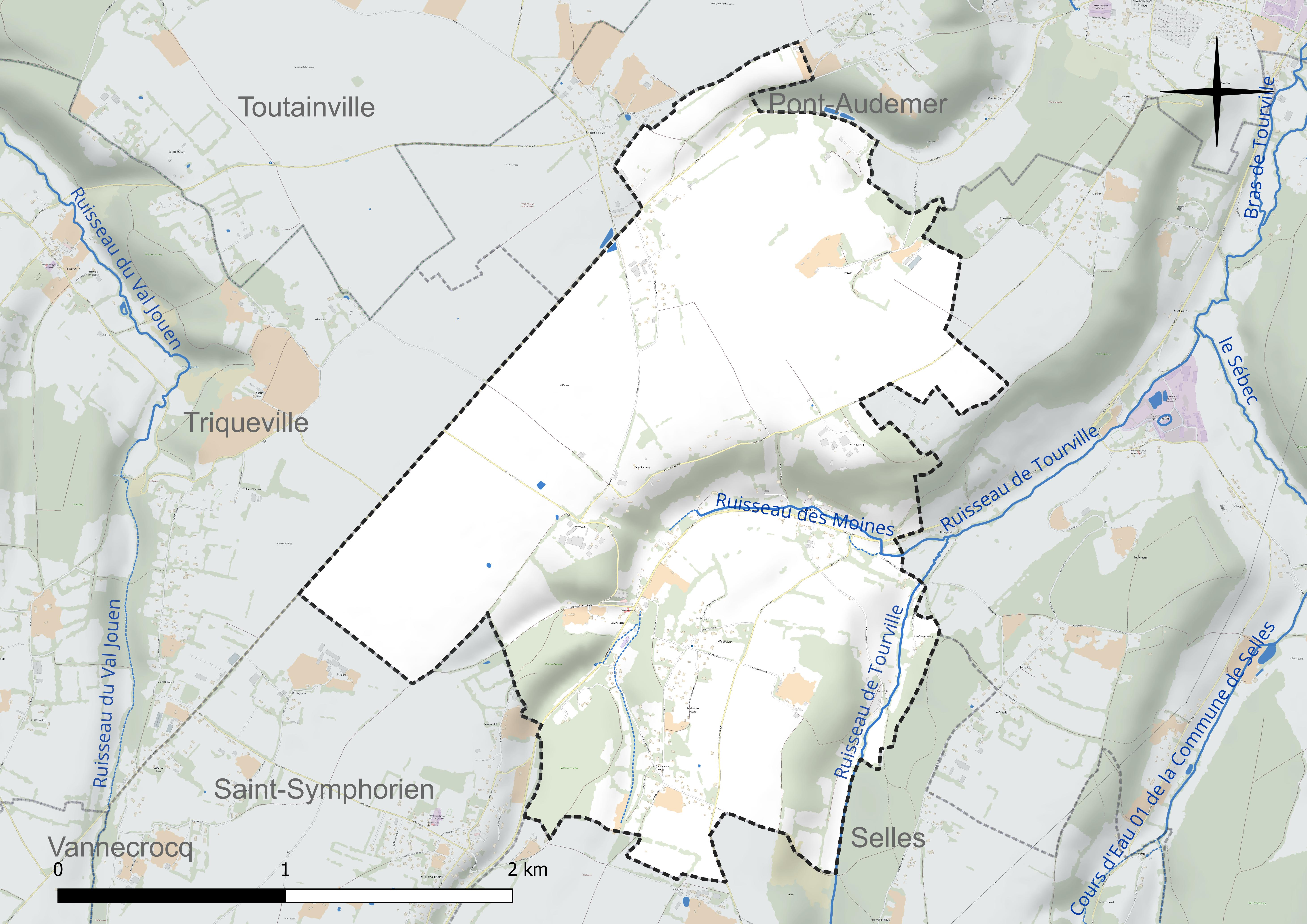
Réseau hydrographique des Préaux.

### Climat
Pour des articles plus généraux, voir Climat de la Normandie et Climat de l'Eure.
En 2010, le climat de la commune est de type climat océanique franc, selon une étude du CNRS s'appuyant sur une série de données couvrant la période 1971-2000. En 2020, Météo-France publie une typologie des climats de la France métropolitaine dans laquelle la commune est exposée à un climat océanique et est dans la région climatique  Côtes de la Manche orientale, caractérisée par un faible ensoleillement (1 550 h/an) ; forte humidité de l’air (plus de 20 h/jour avec humidité relative > 80 % en hiver), vents forts fréquents. Parallèlement le GIEC normand, un groupe régional d’experts sur le climat, différencie quant à lui, dans une étude de 2020, trois grands types de climats pour la région Normandie, nuancés à une échelle plus fine par les facteurs géographiques locaux. La commune est, selon ce zonage, exposée à un « climat contrasté des collines », correspondant au Pays d’Auge, Lieuvin et Roumois, moins directement soumis aux flux océaniques et connaissant toutefois des précipitations assez marquées en raison des reliefs collinaires qui favorisent leur formation.
Pour la période 1971-2000, la température annuelle moyenne est de 10,6 °C, avec  une amplitude thermique annuelle de 12,7 °C. Le cumul annuel moyen de précipitations est de 875 mm, avec 13,2 jours de précipitations en janvier et 8,7 jours en juillet. Pour la période 1991-2020, la température moyenne annuelle observée sur la station météorologique la plus proche, située sur la commune de Boulleville à 8 km à vol d'oiseau, est de 11,3 °C et le cumul annuel moyen de précipitations est de 851,2 mm,. Pour l'avenir, les paramètres climatiques de la commune estimés pour 2050 selon différents scénarios d’émission de gaz à effet de serre sont consultables sur un site dédié publié par Météo-France en novembre 2022.

## Urbanisme

### Typologie
Au 1er janvier 2024, Les Préaux sont catégorisés commune rurale à habitat dispersé, selon la nouvelle grille communale de densité à 7 niveaux définie par l'Insee en 2022.
Elle est située hors unité urbaine. Par ailleurs la commune fait partie de l'aire d'attraction de Pont-Audemer, dont elle est une commune de la couronne,. Cette aire, qui regroupe 34 communes, est catégorisée dans les aires de moins de 50 000 habitants,.

### Occupation des sols
L'occupation des sols de la commune, telle qu'elle ressort de la base de données européenne d’occupation biophysique des sols Corine Land Cover (CLC), est marquée par l'importance des territoires agricoles (92,8 % en 2018), une proportion identique à celle de 1990 (92,8 %). La répartition détaillée en 2018 est la suivante : 
terres arables (43,4 %), prairies (30,9 %), zones agricoles hétérogènes (18,6 %), forêts (7,2 %). L'évolution de l’occupation des sols de la commune et de ses infrastructures peut être observée sur les différentes représentations cartographiques du territoire : la carte de Cassini (XVIIIe siècle), la carte d'état-major (1820-1866) et les cartes ou photos aériennes de l'IGN pour la période actuelle (1950 à aujourd'hui).

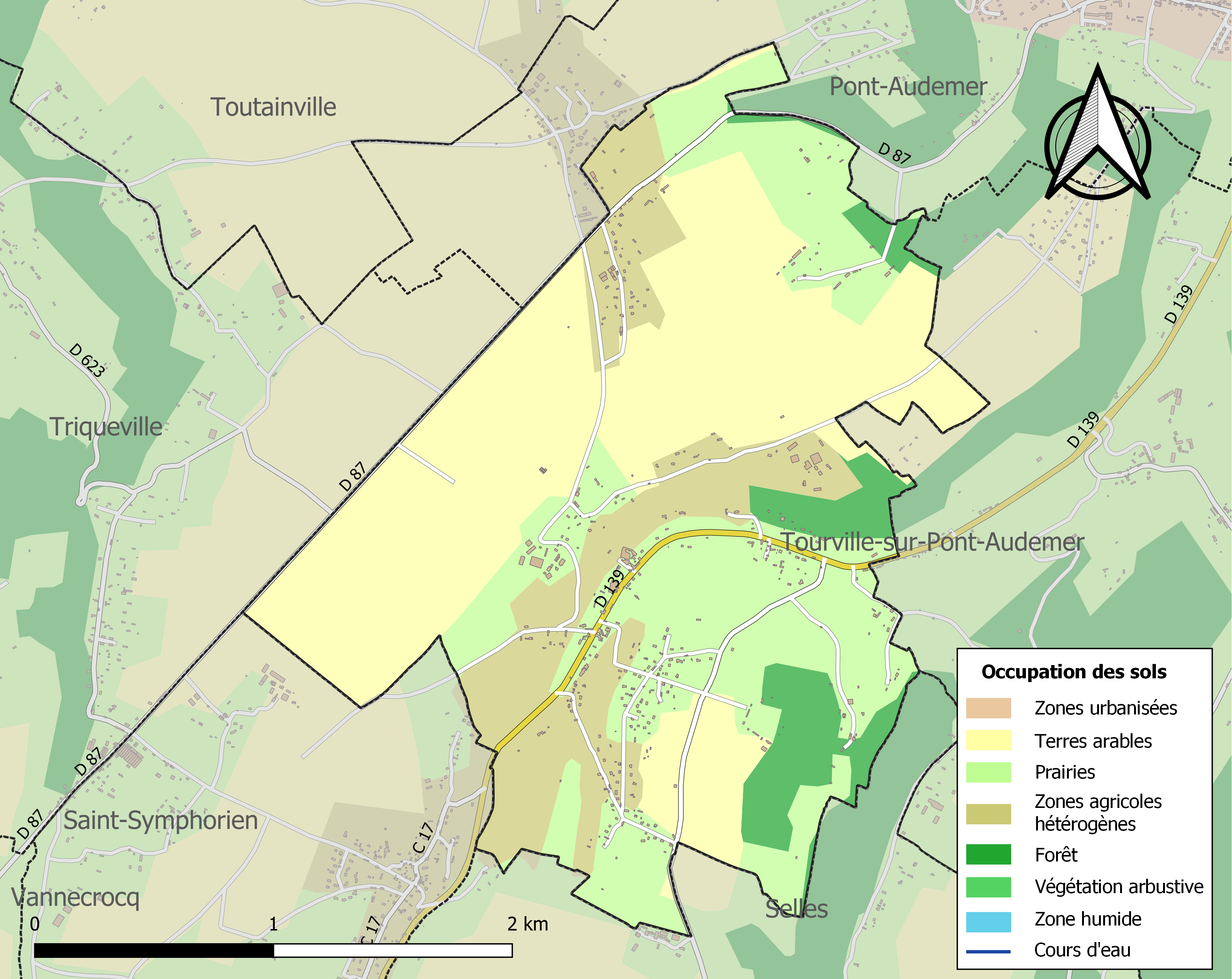
Carte des infrastructures et de l'occupation des sols de la commune en 2018 (CLC).

## Toponymie
Le nom de la localité est attesté sous les formes Pratellum en 1034 et 1035, Pratelli au XIIe siècle (charte de Robert, comte de Meulan), Pratels en 1166 (titres anglais des comtes de Warwick), Préaus en 1350 (Saint-Allais, Monstre), Préaulx en 1469, Priaux en 1647 (la Muse normande).
De l'oïl prael « petit pré », forme ancienne de préau, dérivé en -ELLU (latin -ellum) du gallo-roman PRATU > pré. Il s'agit du même mot que préau dont le sens a évolué vers celui que l'on connaît aujourd'hui.

## Histoire
Plusieurs découvertes archéologiques réalisées sur le territoire de la commune témoignent d’une présence humaine dès la période du néolithique. Ainsi, des haches polies furent mises au jour au XIXe siècle. Sur le plateau du Mont-les-Mares, une villa gallo-romaine a été découverte à proximité de l’ancienne voie tracée au début de notre ère nommée « chemin Perrey ».
Durant le haut Moyen Âge, les caractéristiques topographiques de la vallée offrent les conditions favorables à la fondation d’une première abbaye, située à l’emplacement de l'actuelle mairie. Cette abbaye préromane est mentionnée en 833 par l’abbé Anségise de Fontenelle.
Lors des raids scandinaves, le monastère est détruit mais il n’est pas oublié. En 1033-1034, Onfroy de Vieilles cite la présence de l’ancienne abbaye dans la charte de fondation de l’abbaye Saint-Pierre de Préaux qui est alors construite au même emplacement. À cette occasion, Préaux est mentionné pour la première fois dans un texte sous une forme latine Pratellum.
En 1050-1051, Onfroy de Vieilles suivant le souhait de sa femme Aubrée (forme savante Alberade), fonde une seconde abbaye destinée aux femmes, l’abbaye Saint-Léger située plus en aval qui verra 37 abbesses se succéder.
La fondation de ces deux abbayes revêt une importance considérable pour le territoire des Préaux et la région tout entière. Les chartes des abbayes et des seigneurs illustrent les nombreuses donations en terres et en nature dont sont pourvues les abbayes. L’abbaye Saint-Pierre devient alors un acteur influent dans la région et encadre la construction d’églises paroissiales. À la fin du XIe siècle, Saint-Pierre de Préaux est ainsi à l’origine de l’église paroissiale Saint-Germain de Pont-Audemer. Au début du XIIe siècle, un abbé lui-même construit une église à Saint-Samson.

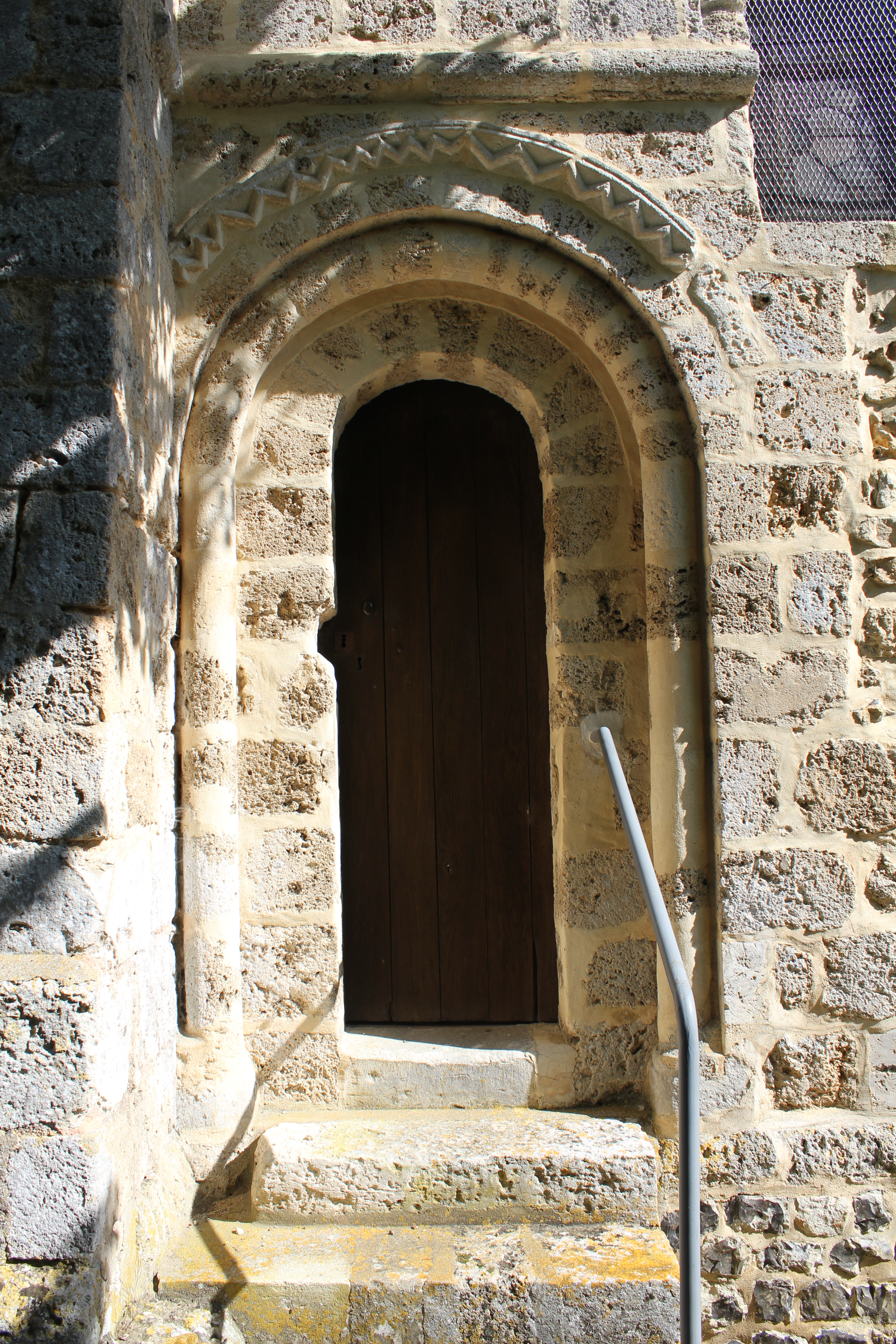
Porte du chœur de l'église paroissiale Notre-Dame de Préaux construite par l'abbaye Saint-Pierre à la fin du XIe siècle.

À proximité immédiate des abbayes, sur le territoire de l’actuelle commune des Préaux, deux paroisses sont créées : la paroisse de Notre-Dame liée à Saint-Pierre, et la paroisse Saint-Michel associée à Saint-Léger. Des églises paroissiales sont créées pour accueillir la messe destinée aux laïcs qui viennent travailler et vivre à proximité de l’abbaye.
Dans la deuxième partie du XIIe siècle, les moines de Saint-Pierre tentent de fonder une ville à côté du monastère. En 1078, une coutume de bourg est mentionnée dans le cartulaire. Cette coutume indique la volonté de mettre en place une politique de privilège aux Préaux pour attirer des « bourgeois » ou nouveaux habitants. Le statut juridique de bourg sous-entend que la ville échappe à l’autorité féodale d’un seigneur. Cela permettait aux habitants d’échapper aux impôts. À cette période, seule la ville de Pont-Audemer était également qualifiée de bourg. Nous n’avons pas de connaissance des caractéristiques de la coutume appliquée aux Préaux. Musset fait référence aux lois de bourgage de Breteuil qui peuvent donner des exemples similaires constatés en Normandie. En tout état de cause, le projet de transformer le territoire en bourg est un échec. En 1106, Robert de Meulan (fils de Roger de Beaumont, lui-même fils d'Onfroi ; comte de Meulan en 1081-1118) qui est le seigneur local concède un droit de banlieue uniquement à Pont-Audemer. Le bourg de Préaux n’est pas indiqué dans l’acte du seigneur. Toutefois, un hameau a réellement existé dès le Moyen Âge dans la localité. Alfred Canel rapporte que Préaux est mentionné comme villa dans une acte du XIVe siècle. En 1469, le sire était Pierre de St-Aubin (cf. l'article Jean d'Alençon).
Jusqu’à la Révolution, le territoire des deux paroisses de Préaux ne connaît pas de profondes mutations. Les abbayes régissent les activités agricoles. Elles possèdent deux fermes : la ferme du Bosc-Auber appartenant à Saint-Pierre et la ferme de Corbeaumont liée à Saint-Léger. Les monastères exploitent également l'énergie hydraulique du ruisseau. Chacune des abbayes possède un moulin en propre situé dans leur enclos et un moulin banal situé en aval où leurs vassaux sont tenus d’aller moudre leur blé.
La Révolution française est un tournant important dans l’histoire de la commune. Les deux abbayes qui constituaient le moteur économique du territoire sont vendues comme bien national. Le district de Pont-Audemer, circonscription créée par la Révolution, réfléchit à fusionner les deux paroisses. Celles-ci sont renommées un temps Préaux-la-Montagne pour Saint Pierre de Préaux et Préaux-la-Liberté pour Saint Michel de Préaux.
Les communes de Notre-Dame-de-Préaux et Saint-Michel-de-Préaux sont finalement réunies en 1844. Les paroisses sont fusionnées également, Notre-Dame devient l'église paroissiale de la commune au détriment de l'église Saint-Michel vendue en 1881. La même année, la commune inaugure son premier bâtiment municipal : une mairie-école est livrée par l'architecte Chupeau-Hauteville. En 1904, l'école publique de garçons est transformée en école mixte, une maîtresse est recrutée pour enseigner à une classe de filles. En 1936, la mairie est une nouvelle fois agrandie par l'ajout d'une classe supplémentaire.

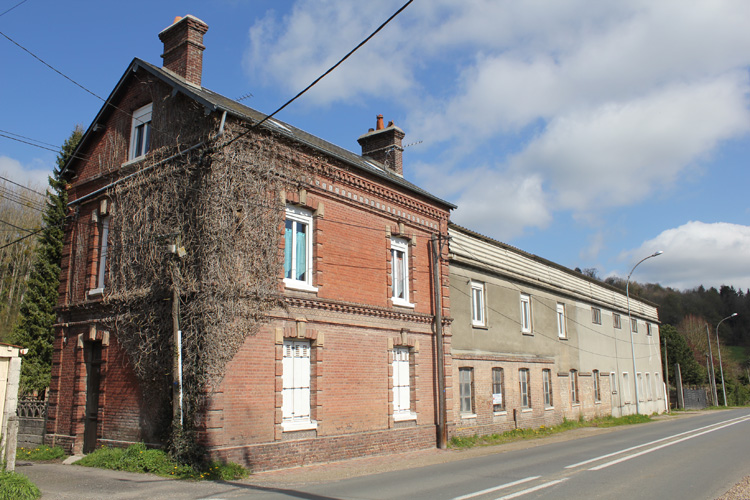
Édifice de l'ancienne usine Chapman.

Durant le XIXe siècle et la première moitié du XXe siècle, la vallée connaît un essor industriel remarquable. Les quatre moulins appartenant autrefois aux abbayes sont rachetés à la Révolution puis transformés par des boulangers et des manufacturiers. À ce titre, le destin du moulin Saint-Pierre à proximité de la fontaine Fortin est évocateur. Moulin à blé à l'origine, il devient une blanchisserie de fil en 1855, l'énergie hydraulique sert alors à alimenter un tissage mécanique. En 1868, puis 1885, l'usine est successivement reprise par des entreprises spécialisées dans la production de tissus, puis de toiles cirées ou vernies. Le site industriel connaît une importante expansion, plusieurs bâtiments sont construits, une machine à vapeur est installée pour remplacer le moulin. En 1888, la société est reprise par Chapman qui jusque dans les années 1930 réalise des travaux de modernisation pour améliorer les processus de fabrication des toiles cirées. En 1949, l'usine est reprise par la société « Les Fils d'Émile Sénéchal ». En 1979-1980, l'usine arrête son activité.

Cartes postales anciennes des Préaux
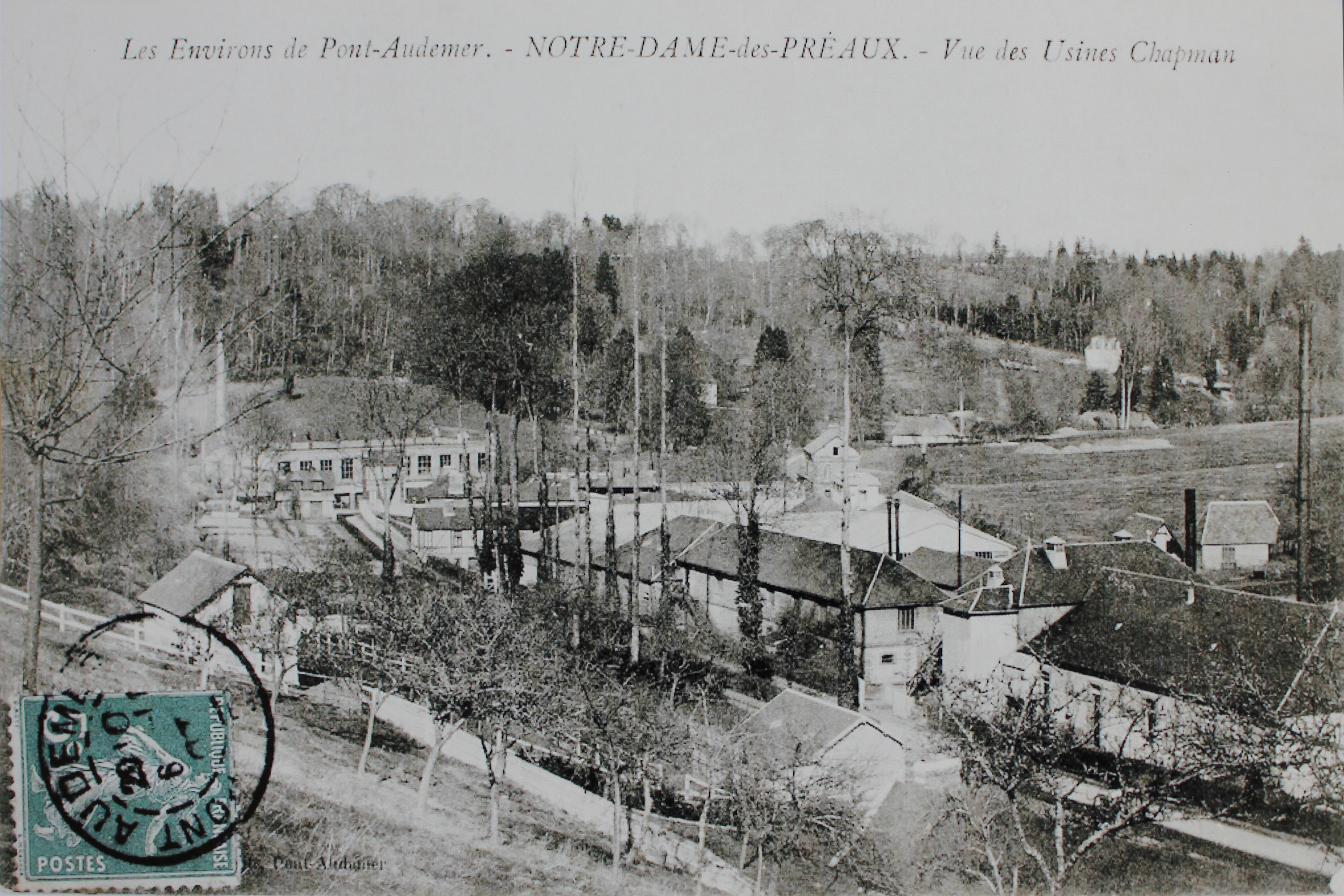
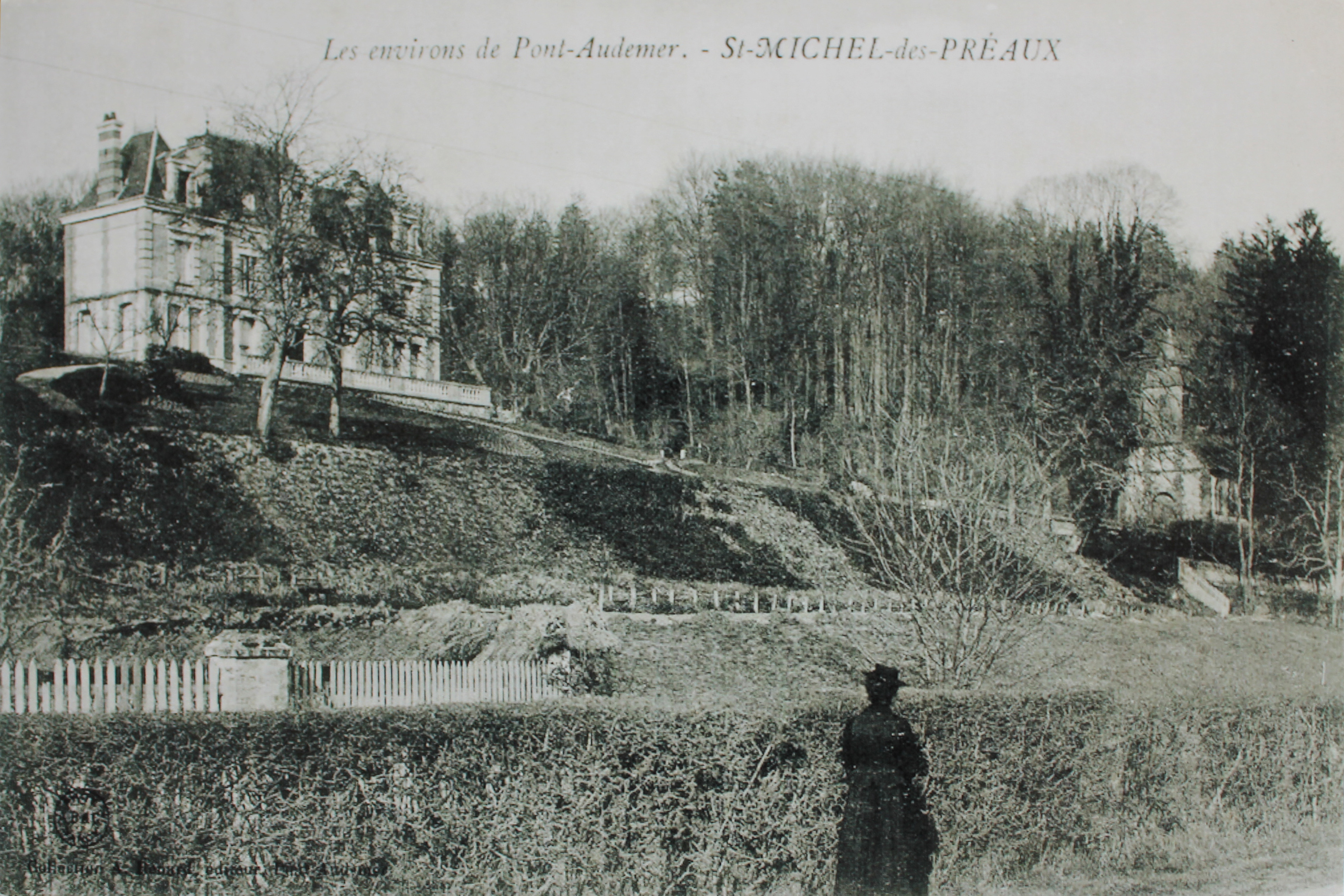
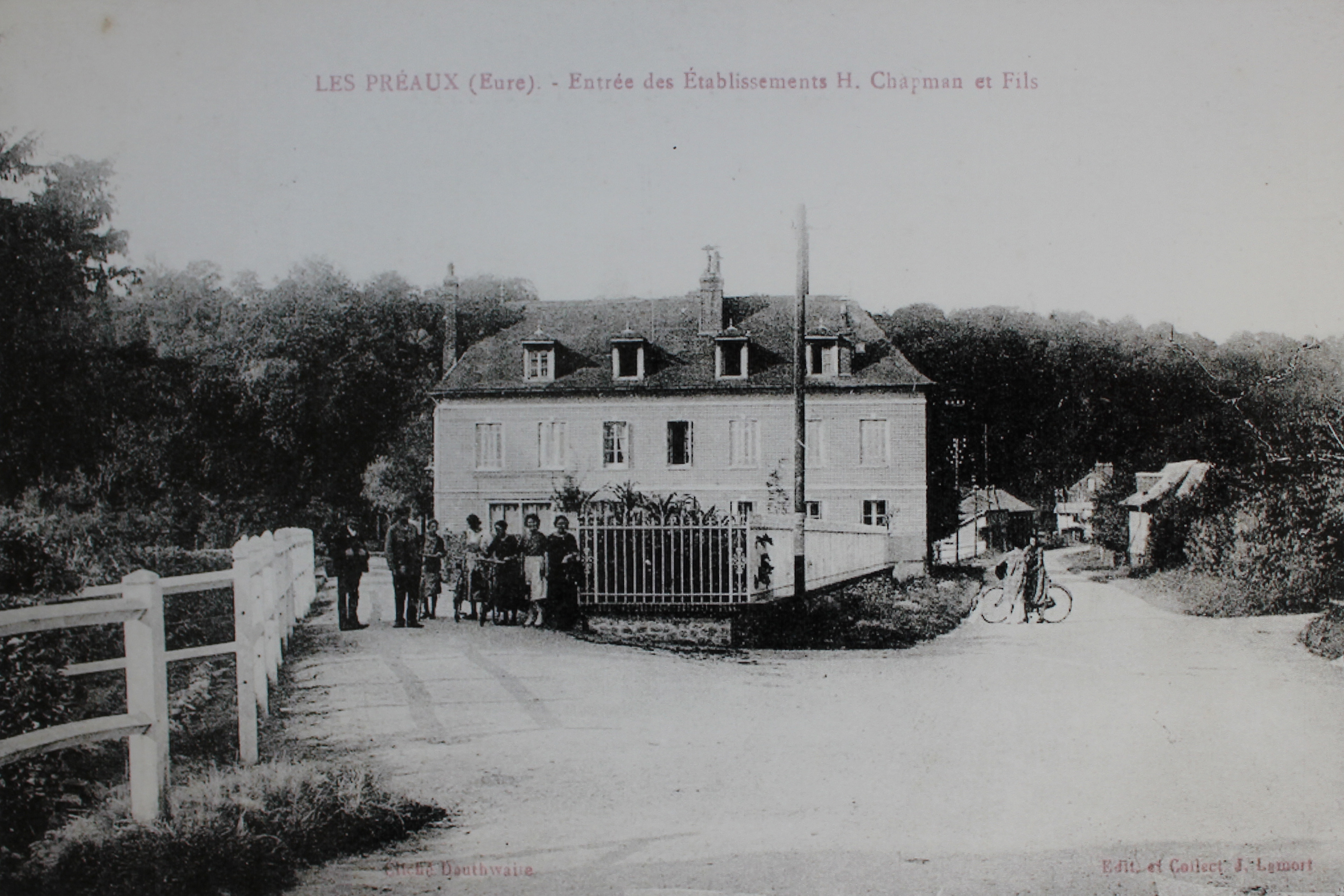
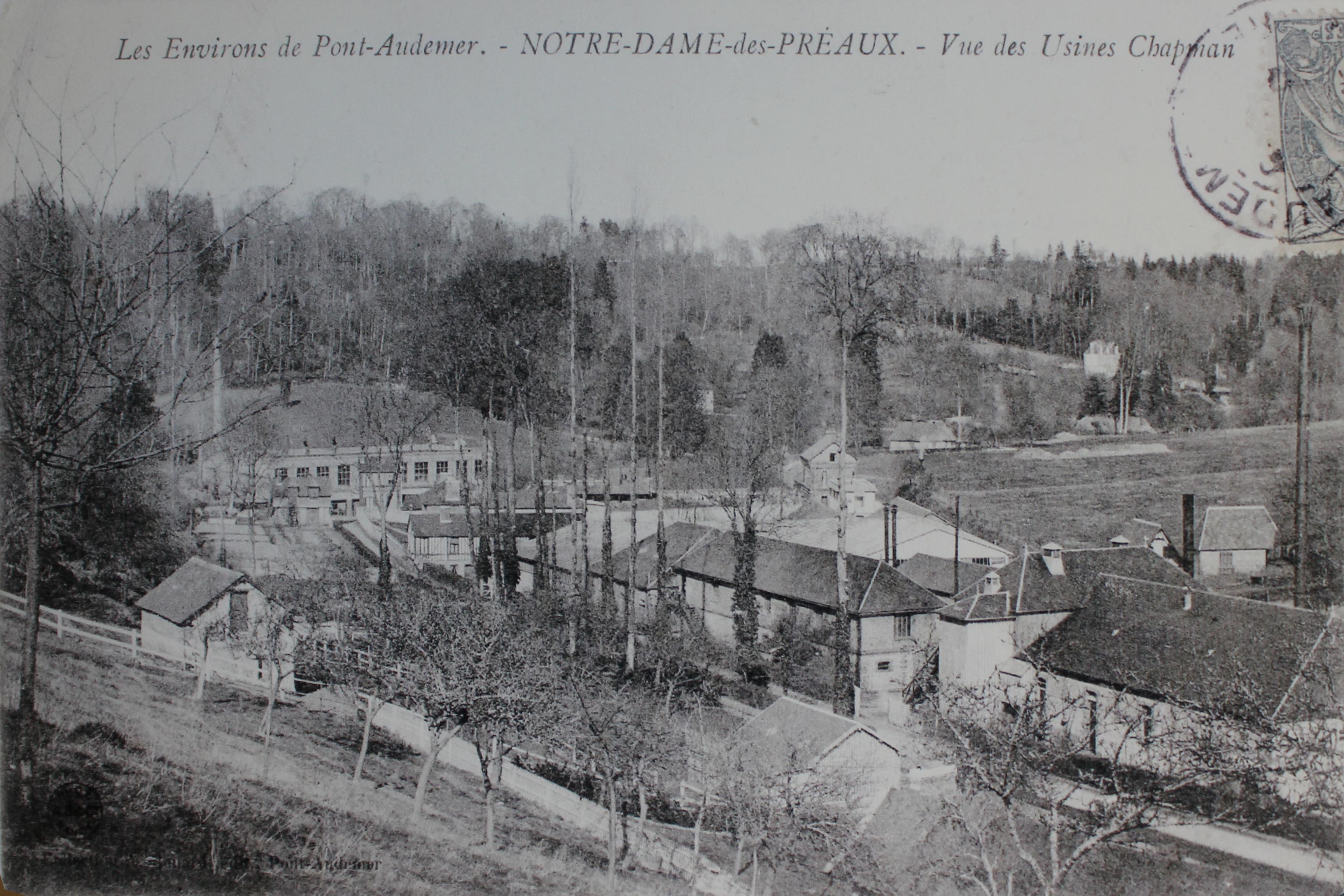
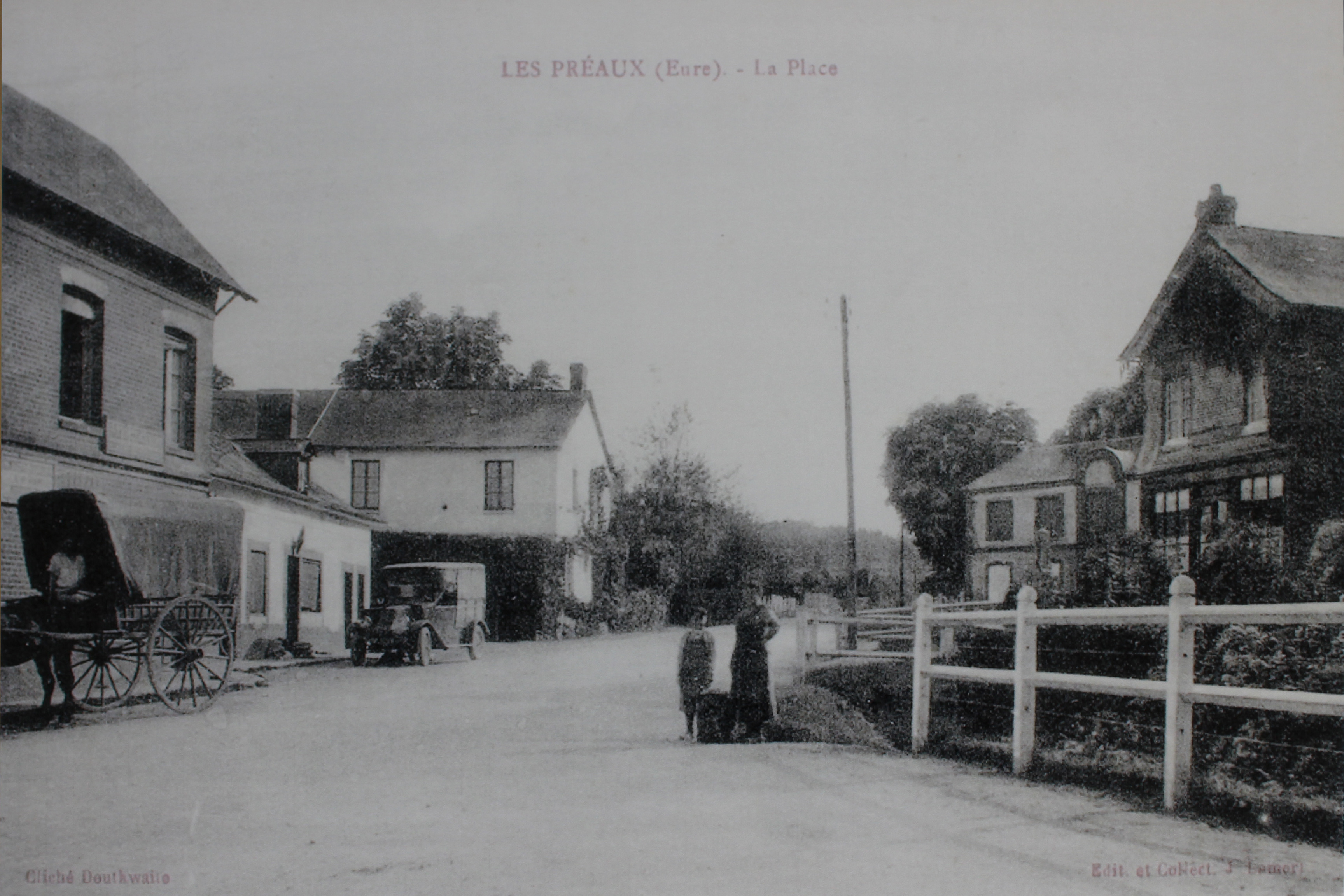
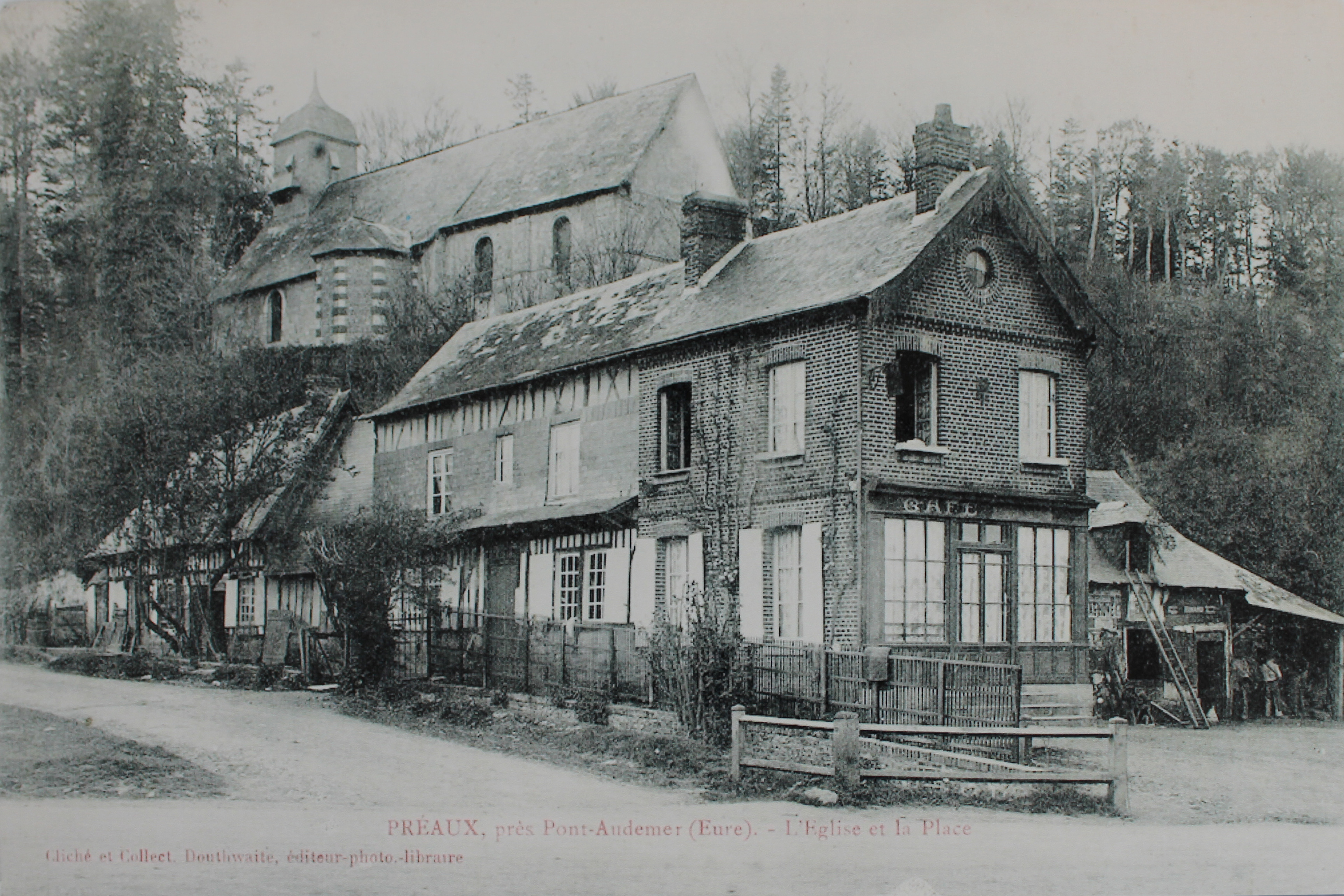
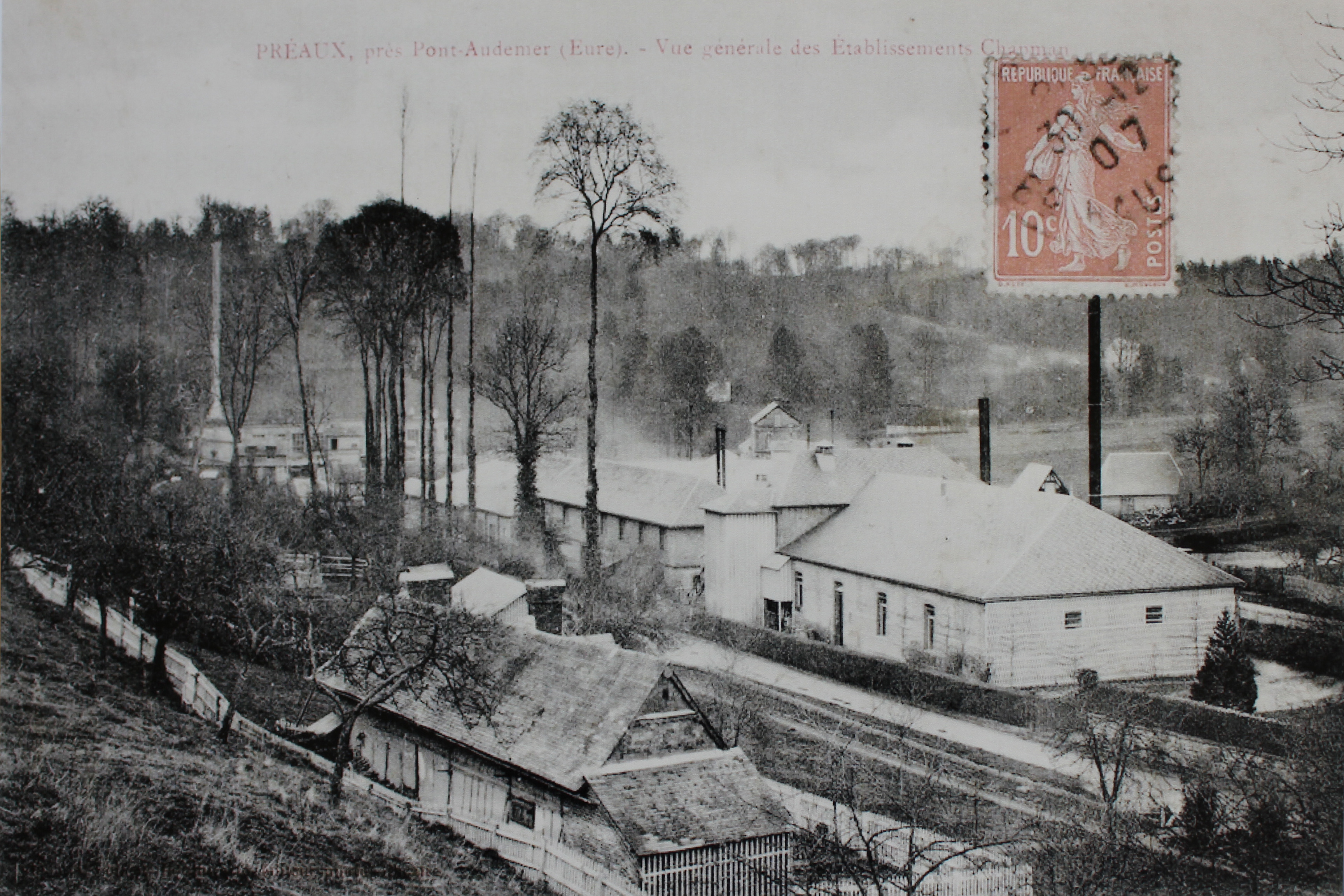
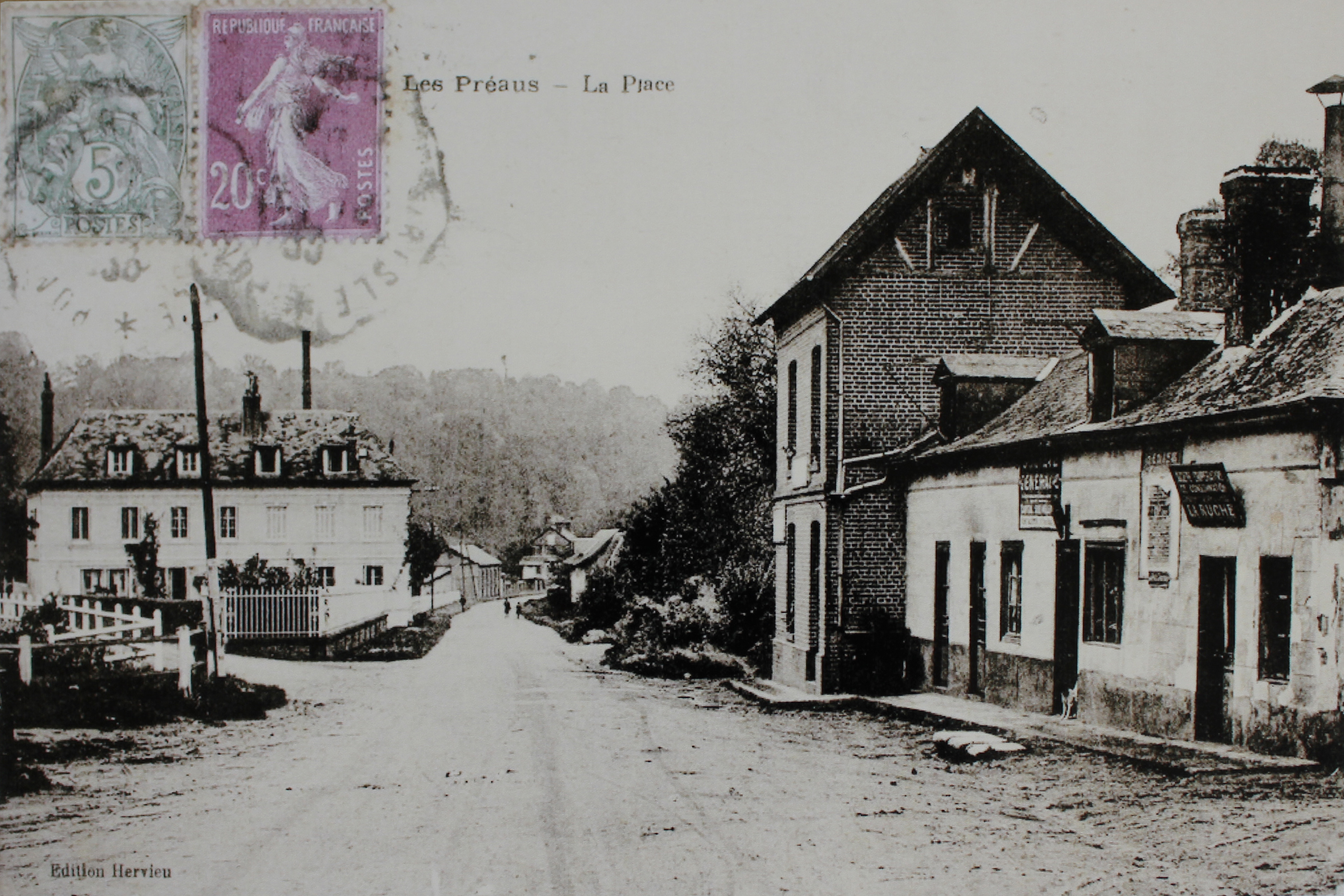

## Politique et administration

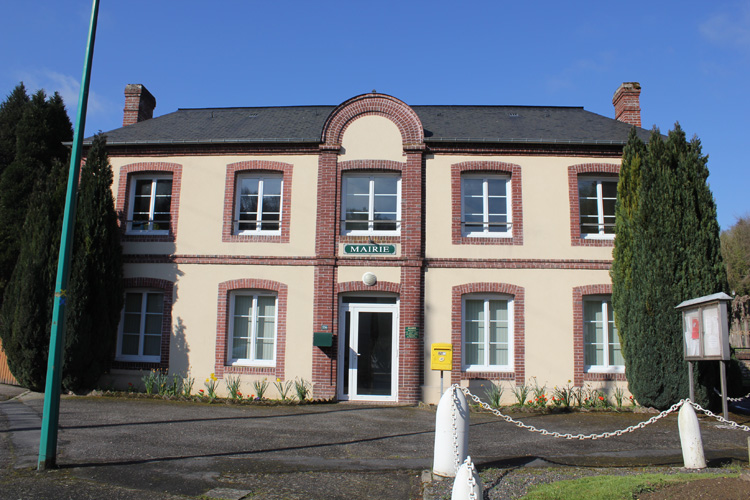
Mairie des Préaux.

| Période                                  | Période  | Identité          | Étiquette      | Qualité     |
| ---------------------------------------- | -------- | ----------------- | -------------- | ----------- |
| 1911                                     |          | Adolphe Haÿs      |                |             |
| Les données manquantes sont à compléter. |          |                   |                |             |
| 1945                                     | 1972     | Olivier Letellier | Sans étiquette | Agriculteur |
| 1972                                     |          | Mr Démeulénaère   | Sans étiquette | Agriculteur |
| mars 2001                                | 2020     | Jean Vanhee       | Sans étiquette | Retraité    |
| 2020                                     | En cours | Arnaud Mordant    |                |             |

## Démographie
L'évolution du nombre d'habitants est connue à travers les recensements de la population effectués dans la commune depuis 1793. Pour les communes de moins de 10 000 habitants, une enquête de recensement portant sur toute la population est réalisée tous les cinq ans, les populations de référence des années intermédiaires étant quant à elles estimées par interpolation ou extrapolation. Pour la commune, le premier recensement exhaustif entrant dans le cadre du nouveau dispositif a été réalisé en 2005.

En 2022, la commune comptait 396 habitants, en évolution de +3,39 % par rapport à 2016 (Eure : −0,25 %, France hors Mayotte : +2,11 %).
| 1793 | 1800 | 1806 | 1821 | 1831 | 1836 | 1841 | 1846 | 1851 |
| ---- | ---- | ---- | ---- | ---- | ---- | ---- | ---- | ---- |
| 399  | 297  | 362  | 345  | 376  | 372  | 353  | 420  | 464  |

| 1856 | 1861 | 1866 | 1872 | 1876 | 1881 | 1886 | 1891 | 1896 |
| ---- | ---- | ---- | ---- | ---- | ---- | ---- | ---- | ---- |
| 392  | 372  | 390  | 468  | 447  | 300  | 295  | 352  | 307  |

| 1901 | 1906 | 1911 | 1921 | 1926 | 1931 | 1936 | 1946 | 1954 |
| ---- | ---- | ---- | ---- | ---- | ---- | ---- | ---- | ---- |
| 345  | 349  | 359  | 326  | 315  | 300  | 274  | 297  | 321  |

| 1962 | 1968 | 1975 | 1982 | 1990 | 1999 | 2005 | 2006 | 2010 |
| ---- | ---- | ---- | ---- | ---- | ---- | ---- | ---- | ---- |
| 309  | 345  | 331  | 313  | 409  | 417  | 437  | 441  | 428  |

| 2015 | 2020 | 2022 | - | - | - | - | - | - |
| ---- | ---- | ---- | - | - | - | - | - | - |
| 389  | 393  | 396  | - | - | - | - | - | - |

## Culture locale et patrimoine

### Lieux et monuments
- abbaye Saint-Pierre de Préaux
- abbaye Saint-Léger de Préaux
- église Notre-Dame des XIe et XIIe siècles
- mairie

La commune des Préaux conserve sur son territoire de nombreuses belles demeures datant des XVIIe et XVIIIe siècles.

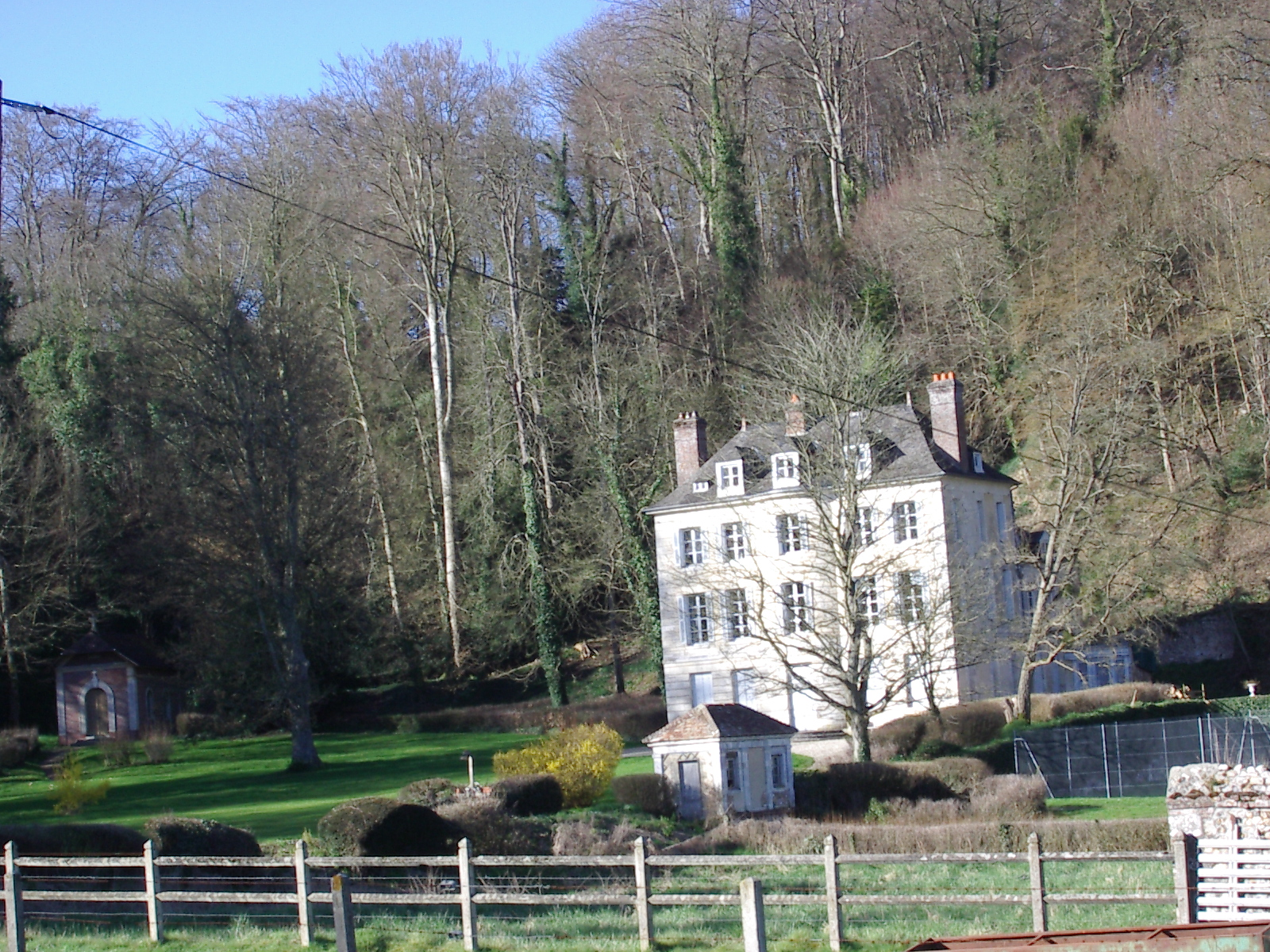

### Patrimoine naturel

#### ZNIEFF de type 2
- La vallée de la Risle de Brionne à Pont-Audemer, la forêt de Montfort[47].

### Personnalités liées à la commune
- Guillaume de Poitiers (né aux Préaux vers 1020). Chroniqueur, auteur d'une histoire de Guillaume le Conquérant.
- Baudri de Bourgueil (1045-1130 aux Préaux)
- Maxime Legendre (1861-1911), avocat et homme politique, mort aux Préaux.